# Anomis xylina
Anomis xylina là một loài bướm đêm trong họ Erebidae.